# دون هيل
دون هيل (بالإنجليزية: Don Hill)‏ هو سياسي أمريكي، ولد في 28 ديسمبر 1944 في إمبوريا في الولايات المتحدة. حزبياً، نشط في الحزب الجمهوري. وقد انتخب عضو مجلس نواب كنساس.